# 阿塞諾夫格勒
阿塞諾夫格勒是位於保加利亞中南部的一個城市。位於普羅夫迪夫省內，鄰近普羅夫迪夫。阿塞諾夫格勒是一個知名的葡萄酒產地。此外，阿塞諾夫格勒市內還有很多婚紗商店，很多保加利亞人來這里籌備他們的婚禮。

## 外部連結
- Asenovgrad - Regional information media
- Asenovgrad municipality （页面存档备份，存于）